# Manuela Nebel de Herrera
Manuela Nebel de Herrera (Buenos Aires, 15 de noviembre de 1875 – Montevideo, 28 de diciembre de 1952) fue una escultora autodidacta argentina, nacionalizada uruguaya, que desarrolló su carrera artística en Uruguay.

## Biografía
Manuela Nebel de Herrera nació en Buenos Aires el 15 de noviembre de 1875. Su padre era Fernando Nebel García y su madre Carmen Álvarez Susviela, ambos pertenecientes a renombradas familias de la sociedad uruguaya. Tuvo una sola hermana, llamada Ema. Su padre falleció en el año 1881 en un confuso episodio en Montevideo.
Manuela vivió en Uruguay, donde adquirió la ciudadanía y desarrollo su carrera artística. En cuanto a su formación, fue autodidacta, lo que resalta el valor de sus obras. Su primer trabajo fue un busto en bronce del patriota uruguayo José Gervasio Artigas, expuesto en el 1º Salón Municipal de Bellas Artes en 1917. Esta obra fue luego regalada al Club Oriental de Buenos Aires, mientras que una copia en bronce permanece en la el Palacio Legislativo de Uruguay. También realizó otros bustos de distintas figuras de la vida política e histórica del Uruguay, como José Enrique Rodó, obra donada en 1926 por la Comisión Pro-Acercamiento Intelectual Iberoamericano a la ciudad de Santiago de Compostela en España.
En el año 1900 se casó con el destacado pintor uruguayo Carlos María Herrera, quién se había formado en Buenos Aires y Europa. Este matrimonio le permitió vincularse estrechamente con el ambiente artístico de Montevideo. Herrera la retrató en varias ocasiones, y su imagen aparece en numerosos retratos realizados por él. La pareja tuvo 6 hijos, y su marido falleció el 28 de marzo de 1914. La mayor parte de su obra la realizó luego de haber enviudado.
Manuela Nebel de Herrera falleció en Montevideo el 28 de diciembre de 1952.